# Siljansleden

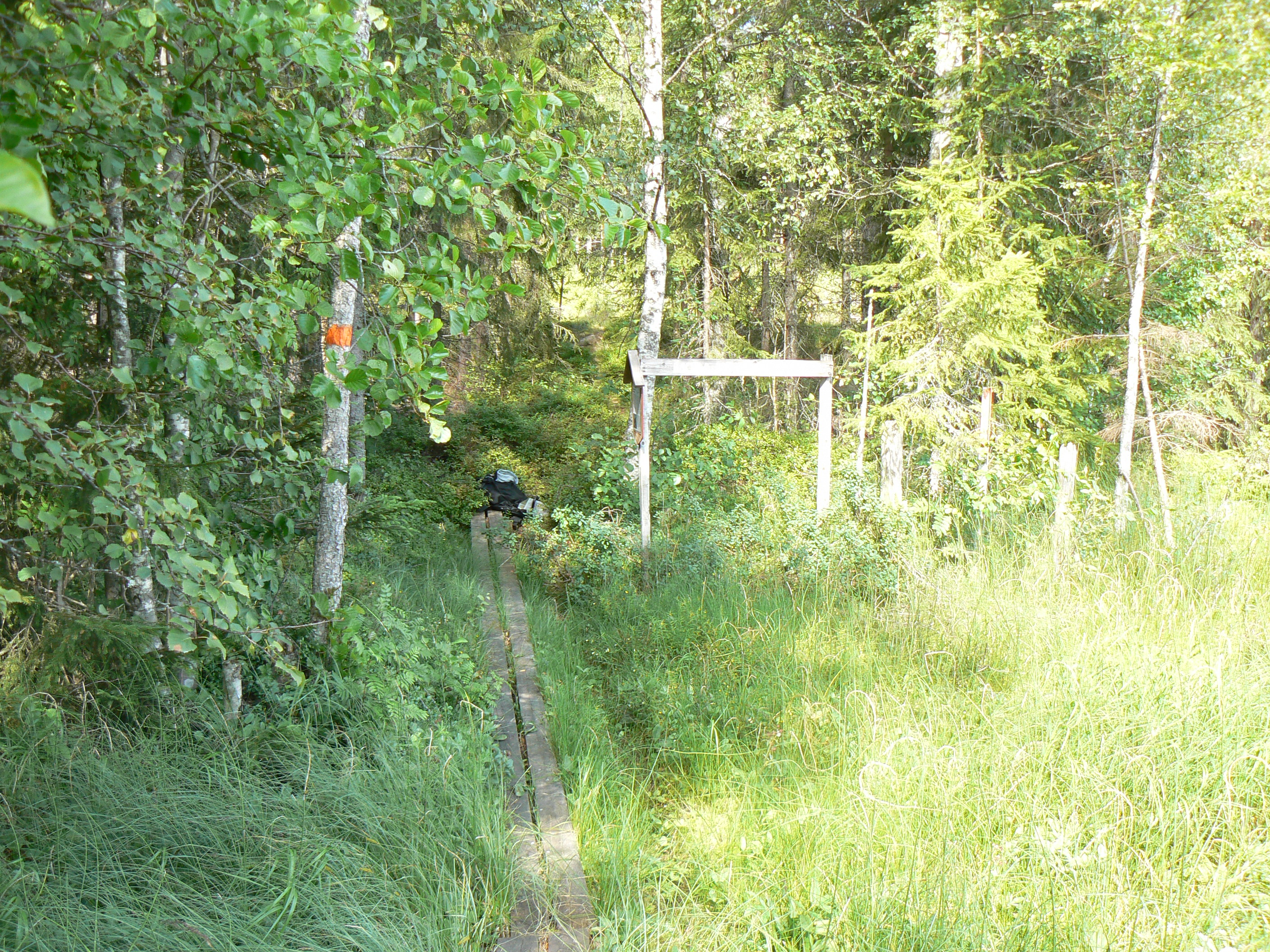
Siljansleden vid Svarttjärn mellan fäbodarna Hjulbäcks-Åsen och Sollerö-Åsen

Siljansleden är en vandringsled i Siljansbygden i Dalarna.
Siljansleden är cirka 340 kilometer lång och följer till största delen gamla fäbodstigar, varvid en mängd fäbodar passeras. Leden passerar bland annat Leksand - Rättvik - Boda - Furudal - Hornberga - Fryksås - Orsa - Mora och Gesunda. 
Leden är sedan 2019 utsedd till en av landets tolv signaturleder av Svenska Turistföreningen.